# Obere Burg (Rheinbreitbach)
Die Obere Burg ist ein herrschaftliches Anwesen in Rheinbreitbach, einer Ortsgemeinde im rheinland-pfälzischen Landkreis Neuwied, das auf das 14. Jahrhundert zurückgeht. Sie ist Sitz der Gemeindeverwaltung und steht als Kulturdenkmal unter Denkmalschutz. So benannt wurde die Obere Burg zur Unterscheidung von der nördlicher gelegenen Unteren Burg.

## Geschichte
Die Burg war zunächst als Lehen des Kölner Stiftes St. Maria ad Gradus im Besitz eines Junkers von Lewendal. 1655 war sie laut einer Mitteilung aus Köln ins Eigentum von Dr. Adolf Bequerer übergegangen und fiel durch Heirat seiner Frau wenige Jahre später an Peter von Geyr. Ab 1730 gehörte sie auf diesem Wege der Familie von Buschmann, ab 1829 dem Kölner Johann Wilhelm Schmitz. Um diese Zeit kam es zu einer deutlichen Erweiterung des nördlichen Flügels. 1907 erwarb der Schriftsteller Rudolf Herzog die Obere Burg, der sie im Stil des Historismus ebenfalls ausbauen ließ und hier 1943 verstarb.
Zum Ende des Zweiten Weltkriegs kam es zu Beschädigungen des Gebäudes, die erst Jahrzehnte später teilweise behoben wurden. Mitte der 1980er-Jahre wurde das Anwesen von den damaligen Eigentümern zum Verkauf ausgeschrieben. Im Jahre 1990 erwarb die Ortsgemeinde Rheinbreitbach die Burg, um dort ihren Sitz einzurichten und sie als kulturelles Zentrum zu nutzen. Bis 1993 wurde das Gebäude einer umfangreichen Innen- und Außensanierung unterzogen. 1992 kam es zur Gründung des Förderkreises Obere Burg, der die Ausrichtung kultureller Veranstaltungen unterstützt, darunter von Kunstausstellungen, Konzerten und Lesungen.

## Anlage

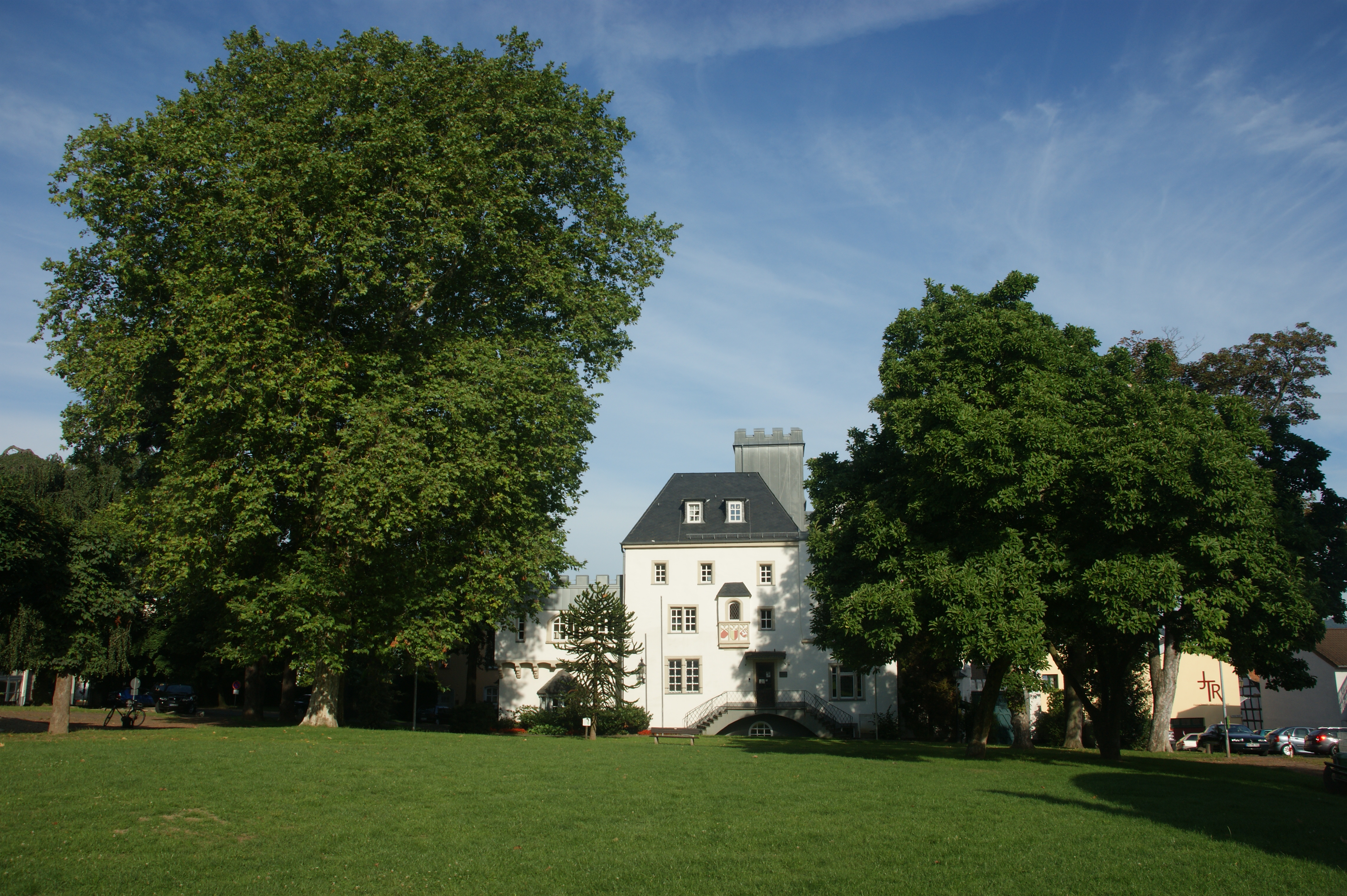
Obere Burg mit Park

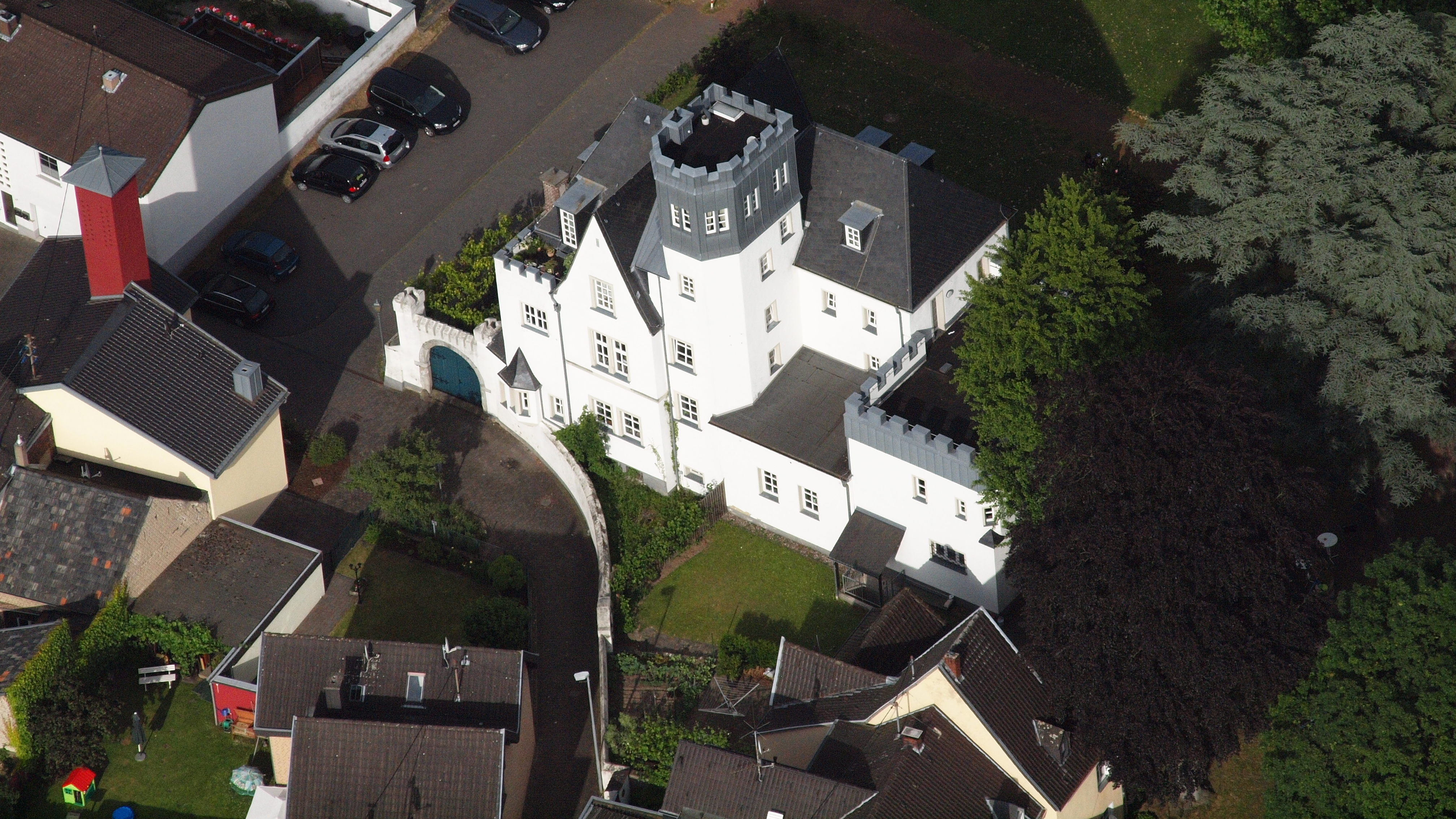
Luftaufnahme (2014)

Den Ursprung und Kern des Gebäudes bildet ein dreistöckiger Mittelbau, auf dessen Ostseite ein Maßwerkerker angebracht ist. Südlich schließt sich ein als Kelter erbauter und zeitweise als Esssaal genutzter Gebäudeteil an. Der Nordflügel der Oberen Burg mit Bibliothek und „Kapelle“ weist zwei Treppengiebel auf und im Erdgeschoss zwei Tonnengewölbe. Überragt werden diese Gebäudeteile von einem vierstöckigen, ursprünglich dreistöckigen Turm. Die Inneneinrichtung des Gebäudes umfasst (Stand 1940) zahlreiche Gemälde aus dem 19. und 20. Jahrhundert sowie einige Skulpturen. Die Burg ist auf ihrer Ost- und Südseite in einen Park eingebettet, in dem alljährlich im August das sog. Parkfest stattfindet.